# Mira Issa Bloch
Mira Issa Bloch (født 5. maj 1970) var midlertidig stedfortræder i Folketinget for Torsten Gejl som repræsentant for Alternativet i Østjyllands Storkreds, ved Gejls sygeorlov med diskusprolaps i 2019. 
Siden kommunalvalget 2017 har Bloch også siddet som medlem af Skanderborg Kommunes byråd.
Bloch forsøgte i 2020 som én af fem kandidater at blive Alternativets politiske leder efter Uffe Elbæk annoncerede sin afgang, men tabte valget til Josephine Fock.